# 野靛棵属
野靛棵属（学名：Mananthes）是爵床科下的一个属，为草本植物。该属共有约5种，分布于爪哇至中国南部。
属名Mananthes源于希腊语manos（宽松的）和anthos（花）的合成词。